# Sucre (Zulia)
Pour les articles homonymes, voir Sucre (homonymie).
Sucre est l'une des 21 municipalités de l'État de Zulia au Venezuela. Son chef-lieu est Bobures. En 2011, la population s'élève à 60 819 habitants.

## Géographie

### Subdivisions
La municipalité est constituée de six paroisses civiles avec chacune à sa tête une capitale (entre parenthèses) :
- Bobures (Bobures) ;
- Gibraltar (Gibraltar) ;
- Heras (San Antonio) ;
- Monseñor Arturo Celestino Álvarez (Santa María) ;
- Rómulo Gallegos (Caja Seca) ;
- El Batey (El Batey).